# マカオラジオテレビ
澳門廣播電視股份有限公司（ポルトガル語: Teledifusão de Macau S.A.，TDM）は、マカオに存在するテレビ・ラジオ兼営の公共放送局である。

## 概況

### テレビ
澳視澳門（TDM Ou Mun、広東語総合チャンネル）、澳視葡文（Canal Macau、ポルトガル語総合チャンネル）のほか、澳門體育（TDM Desporto、スポーツ専門チャンネル）、澳視資訊（TDM Informaçã、時事・経済ニュースチャンネル）、澳門綜藝（TDM Entertainment、娯楽・バラエティーチャンネル）の専門3チャンネルを合わせた5チャンネルで放送されている。このほかに衛星放送として澳廣視衛星電視頻道－澳門が存在する。

### ラジオ
1933年8月26日に放送開始。1980年代から広東語とポルトガル語の2波で放送されている。広東語放送は24時間放送で、周波数はFM100.7MHz、番組は全てマカオで制作されている。
これに対し、FM98.0MHzで放送しているポルトガル語放送は、平日の0700-2400、土曜日の0800-2100、日曜日の0800-2200はマカオ制作で、それ以外はポルトガル国営放送（RTP）ラジオの
Antena 1の番組を放送している。

## 歴史
前身である「澳門電台」はアマチュア無線愛好家らによって開局され、1933年8月26日にポルトガル語によるラジオ放送を開始した。1937年から翌年にかけて放送を停止し、再開後はコールサインが度々変わった。1948年にはマカオ政庁が買収、公営放送局「澳門廣播電台」となった。1980年2月からポルトガル国営放送が運営することとなった。1981年に広東語放送専門局が開局する。マカオ政庁は1983年1月1日に公営企業澳門廣播電視公司を設立し、「澳門廣播電台」はそのラジオ部門となった。
テレビ放送は1984年5月13日に開始した。当初は1チャンネルのみで、広東語とポルトガル語の番組が混在しており、18時から23時までの5時間のみ放送していた。
澳門廣播電視公司は、毎年9000万〜1億パタカに及ぶ損失を出して問題視された。1988年4月に発覚した汚職事件の影響もあって、1988年8月に民間資本を取り入れて半官半民の企業体となり、名称も「澳門廣播電視股份有限公司」に変更された。
1990年9月17日にテレビは、ポルトガル語放送の「澳廣視葡文台」（CANAL 1）と広東語放送の「澳廣視中文台」（CANAL 2）の2チャンネル体制となった。
2002年8月13日、財政が危機的な状況に陥り、放送停止の危機に瀕していることが明らかになった。8月20日に特別株主総会が開催され、さらに9月20日にも解決策を話し合ったが結論が出ず、僅かに政府からの毎月200万パタカの財政補助のみ決定した。10月8日の会議後、株主である何鴻燊が、放送局の経営改善は極めて困難であると発言するなど混乱したが、10月11日の株主総会で、当時行政長官であった何厚鏵が、倒産による社会的影響を避けるために政府が支援することを表明、その後株式の99.8％を政府が購入するとともに運営資金の援助を行い、放送停止の危機を脱した。
2004年10月、マカオ政府は放送局の形態を公営とすることを正式に表明し、2005年6月には社内体制を一新して公営放送局として再出発した。
数が限られるマカオ住民の多くが香港の地上波テレビ局の番組を視聴している上、香港や広東省を放送対象にすることはそれぞれの放送行政当局から許されていないことなどから経営改善は容易ではなく、引き続き苦しい経営が続いた。マカオ経済が発展すると、広告収入の増加などもあって経営状態は改善し、現在は安定した経営となっている。
2007年4月1日、「澳廣視中文台」を「澳視澳門」に、「澳廣視葡文台」を「Canal Macau」に改称した。2008年7月14日、新たにHDTV放送を行う「澳視高清」の放送を開始、2009年には「澳廣視衛星電視頻道—澳門」、「澳視體育」および「澳視生活」の放送が開始された。2012年9月2日「澳視生活」が放送停止、翌日「澳門資訊」にリニューアルされた。2019年10月1日「澳視高清」が「澳門綜藝」に、2020年1月1日「澳視體育」が「澳門體育」に改称された。